# Kakurenbo
Pour plus de détails, voir Fiche technique et Distribution.
Kakurenbo (カクレンボ, Kakurenbo, lit. « Cache-cache ») est un court-métrage d'anime japonais conçu en cel-shading (dessins en 3D) écrit et dirigé par Shūhei Morita.

## Synopsis
« J'essaie de ne pas jouer à kakurenbo de nuit, même en plein centre de Tokyo. Autrement, les démons risquent de nous emporter. »

— Kunio Yanagita
Le film est basé autour d’otokoyo, un jeu de cache-cache joué par des enfants près des ruines d'une vieille ville abandonnée. Les enfants qui y jouent disparaissent. L’histoire raconte les aventures de huit jeunes qui veulent braver l’interdit et jouer à cache-cache dans cet endroit maudit. Hikora, un garçon qui se joint au jeu a une seule ambition : retrouver sa sœur.
L’intrigue est construite sur l’idée que Tokyo a perdu son esthétique naturelle, qui inclut les jeux des enfants tels que le cache-cache pour laisser place au progrès industriel c'est-à-dire que les lumières de la ville de Tokyo ont coûté l’innocence des jeux de l’enfance.

## Personnages
- Hikora (ヒコラ?) : un jeune garçon qui joue au jeu pour retrouver sa sœur disparue.
- Sorincha (ソリンチャ?) : la sœur de Hikora.
- Yaimao (ヤイマオ?) : le meilleur ami de Hikora qui va l’aider à retrouver sa sœur
- Noshiga (ノシガ?) : le chef de sa petite bande qui proclame ne pas avoir peur des démons
- Tachiji (タチジ?) : un des membres de la bande de Noshiga. Il a les cheveux blonds et porte des lunettes.
- Suku (スク?) : un autre membre de la bande de Noshiga. Il est en short et a une grande écharpe rouge.
- Inmu (インム?) et Yanku (ヤンク?) : frères jumeaux dont la raison de leurs présences au jeu est un mystère.

## Démons
Une fois que les huit enfants traversent les portes pour entrer dans la rue abandonnée, ils sont poursuivis par quatre démons différents et puis finalement par la personne qui est Otoyoko.
- Kimotori (肝取り?) : le preneur de foie
- Chitori (血取り?) : le preneur de sang
- Aburatori (油取り?) : le preneur de gras
- Kotori (子取り?) : le preneur d'enfants
- Oni, ou Oshira-sama (おしら様?) en japonais : le démon Otoyoko.

## Récompenses
- Kakurenbo a été présenté en mars 2005 au Tokyo International Anime Fair, où il a gagné le prix du meilleur  court-métrage.
- En Corée, il a reçu la meilleure nomination d’anime au festival d'animation de Séoul.
- A Montréal, il a gagné le prix du meilleur court-métrage au festival FanTasia.
- A Clermont-Ferrand, l’accueil du film fut très enthousiaste.